# Lombang (Batang Batang)
Lombang is een bestuurslaag in het regentschap Sumenep van de provincie Oost-Java, Indonesië. Lombang telt 835 inwoners (volkstelling 2010).